# Walter Hamma
Walter Hamma (* 22. September 1916 in Stuttgart; † 11. August 1988 ebenda) war ein deutscher Geigenbauer.

## Leben und Wirken
Walter Hamma, Sohn des Geigenbauers Fridolin Hamma (1881–1969), besuchte von 1933 bis 1935 die Geigenbauschule in Mittenwald. Er arbeitete danach für Ferdinand Jaura (1892–1976) in Wien und später für Caressa & Français in Paris. Im Zweiten Weltkrieg wurde das Geigenbaugeschäft des Vaters in Stuttgart völlig zerstört. Vater und Sohn bauten es nach Kriegsende wieder auf. 1948 legte Walter Hamma die Meisterprüfung in Stuttgart ab und übernahm 1959 das Geschäft im Stuttgarter Herdweg 58.
Walter Hamma war von 1963 bis 1965 Präsident des internationalen Geigenbauer-Verbandes EILA (Entente Internationale des Maîtres Luthiers et Archetiers d'Art). Er galt als führender deutscher Experte, seine in drei Sprachen erschienenen Bücher über italienischen und deutschen Geigenbau sind bis heute wichtige Standardwerke.
Die Firma Hamma & Co. – Handlung alter Meister-Instrumente war in Deutschland und auch Europa lange Jahre eine der führenden Adressen für hochwertige Streichinstrumente. Walter Hamma führte das Stuttgarter Familienunternehmen in vierter Generation. Gegründet hatte es im Jahr 1864 sein Urgroßvater Fridolin Hamma sen. (1818–1892). 1982 setzte sich Walter Hamma zur Ruhe und die Firma wurde aufgelöst.

## Ehrungen
- 1980: Verdienstkreuz am Bande der Bundesrepublik Deutschland
- 1986: Verdienstkreuz 1. Klasse der Bundesrepublik Deutschland